# Anne Holmlund
Pour les articles homonymes, voir Holmlund.
Anne Elisabeth Holmlund (née le 18 avril 1964 à Pori) est une femme politique finlandaise, membre du parti de la Coalition nationale, députée et ministre de l'Intérieur de 2007 à 2011.

## Biographie
Après avoir intégré le conseil municipal de la ville d'Ulvila en 1989, elle entre dans l'exécutif municipal en 1993. Elle devient députée de la circonscription du Satakunta en février 2002, après la démission d'Olli-Pekka Heinonen, nommé dans l'équipe dirigeante d'YLE. Réélue en 2003 et en 2007, elle est choisie par le parti de la Coalition nationale pour occuper le poste de ministre de l'Intérieur à l'occasion du retour du parti dans la coalition gouvernementale. Elle conserve son poste au sein du gouvernement Kiviniemi.
Elle n'est pas reconduite dans le gouvernement Katainen, pourtant dirigé par le président de son parti.
Anne Holmlund a eu pour collaboratrice l'épouse du président de la République Sauli Niinistö, Jenni Haukio.